# Pilersuisoq

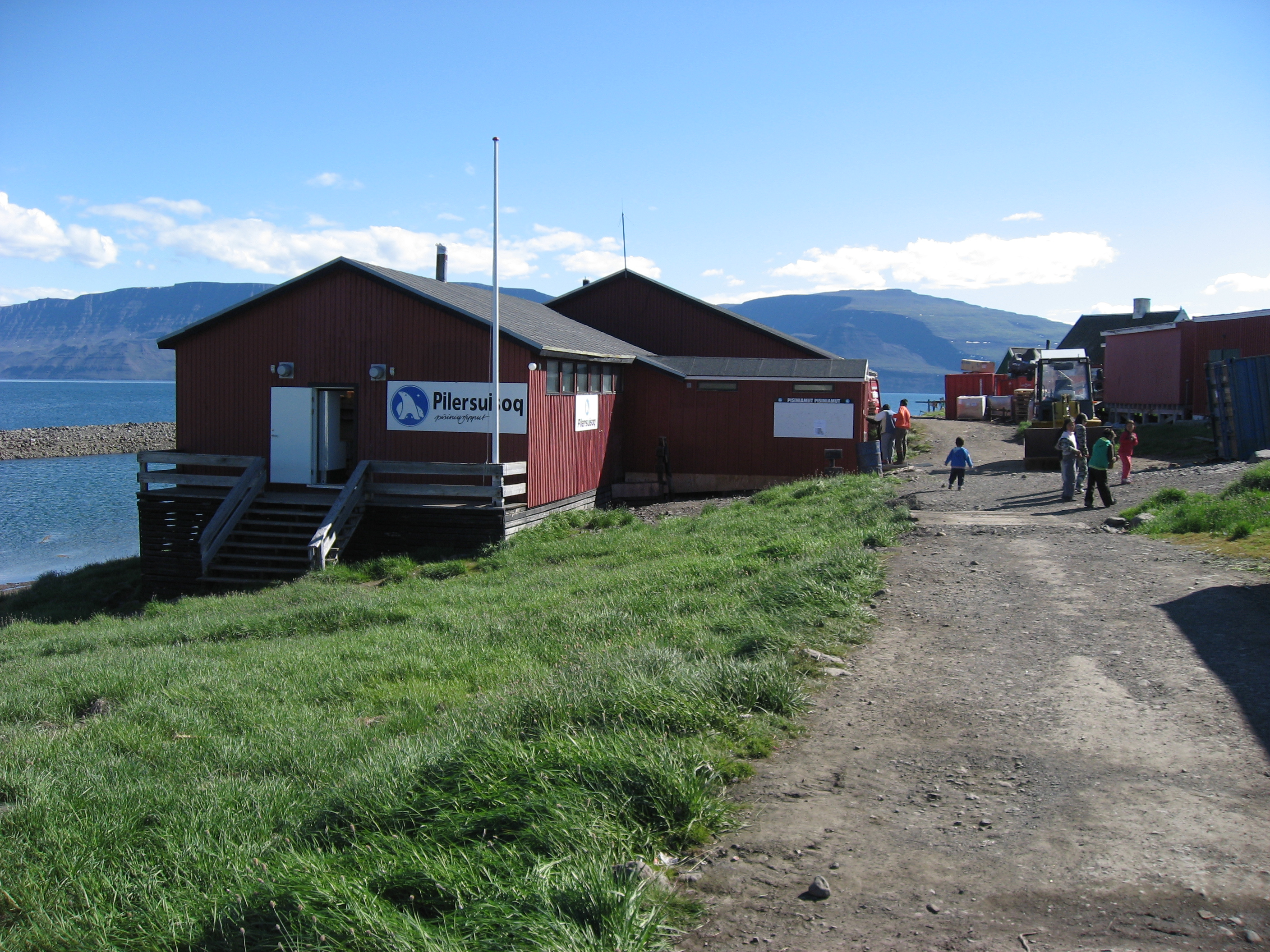
Pilersuisoq-Filiale in Upernavik Kujalleq

Pilersuisoq („Versorger“) ist eine grönländische Supermarktkette und Hafenbetreiber, die vom staatlichen Handelskonzern KNI betrieben wird.

## Geschichte
Pilersuisoq war ursprünglich ein Tochterunternehmen des grönländischen staatlichen Handelskonzerns KNI, der 1986 aus dem kolonialen Handelsunternehmen KGH hervorgegangen war. Pilersuisoq wurde gemeinsam mit Pisiffik im Jahr 1992 gegründet, wobei Pisiffik Filialen in den größeren Städten eröffnete und Pilersuisoq (bis 1994 noch unter dem Namen Kalaallit Niuerfiat Service) für die Versorgung der kleineren Städte und Dörfer zuständig war. Nachdem Pisiffik 2001 privatisiert worden war, übernahm Pilersuisoq einige Filialen von Pisiffik. Zum 1. Januar 2002 fusionierte Pilersuisoq mit dem Mutterkonzern und ist seither nur noch ein Markenname.

## Standorte
Pilersuisoq betreibt 64 Filialen in Grönland. In 37 der von Pilersuisoq versorgten Orte besteht keine andere Einkaufsmöglichkeit. Es befinden sich Filialen in den kleineren Städten Qaanaaq, Upernavik, Uummannaq, Qeqertarsuaq, Qasigiannguit, Aasiaat, Kangaatsiaq, Paamiut, Narsaq, Nanortalik, Tasiilaq und Ittoqqortoormiit sowie in beinahe allen Dörfern. Lediglich in den Dörfern Nutaarmiut (mit Ikerasaarsuk) und Naajaat existiert keine Filiale, sodass die dortige Bevölkerung in den nächstgelegenen Ort reisen muss.
In 53 Orten betreibt Pilersuisoq zudem den Hafen und ist dort für das Be- und Entladen von Frachtschiffen sowie die Abwicklung von Fischerei und personentransportbezogenen Aktivitäten zuständig.

## Leitung
Quelle:

### Direktoren
- 1992–1993: Gerhardt Petersen
- 1993–1995: Ole Juul Møller
- 1995–1997: Peter Vagn Jensen
- 1997: Keld Askær Sørensen
- 1997–2001: Gerhardt Petersen
- 2002–2007: ???
- 2008–2009: Lars Behrend
- 2009–2014: Frederik Olsen
- 2014–2017: Finn Fabricius
- 2017–2020: Niels Andersen
- seit 2020: Brian Weuge Chemnitz

### Aufsichtsratsvorsitzende
- 1992–1995: Peter Grønvold Samuelsen
- 1995–1996: Mikael Petersen
- 1996–1997: Jonathan Motzfeldt
- 1997: Knud Sørensen
- 1997: Bernhard Christensen
- 1997–2001: Keld Askær Sørensen
- 2001: Anders Andreassen